# 王域平
王域平（1940年2月—2020年2月7日），男，河北抚宁人，中国手风琴演奏家，教育家。天津音乐学院教授，中国音乐家协会手风琴学会名誉会长。

## 生平
1956年河北昌黎初中毕业后，考入河北艺术师范学院音乐系专科（1958年并入天津音乐学院），师从李安福。1961年毕业后留校任教。培养了宋娜、曹晓青、张晓波等众多学生。创作和改编了《牧民之歌》《春到凉山》《又是一个丰收年》《司机之歌》等手风琴曲。1981年把自由低音手风琴引入中国手风琴专业教学领域。1989年获国家级优秀教学成果奖，享受国务院政府特殊津贴。
1997年后，曾多次出任德国克林根塔尔国际手风琴大赛以及意大利国际手风琴大赛评委。也是北京国际手风琴大赛常任评委。2010年，出任俄罗斯莫斯科巴杨艺术节国际手风琴大赛评委，并被授予银质唱片奖。2011年，在中国上海国际手风琴联盟第64届世界杯手风琴锦标赛中被授予“中国手风琴终身成就奖”。
2020年2月7日凌晨在天津市逝世，终年80岁。

## 出版物
主要著述有《怎样为歌曲配手风琴伴奏》《手风琴演奏中应注意的几个基本问题》等。代表性论文《差距与希望并存：由国际手风琴大赛想到》《世纪之交的回顾与展望：中国手风琴专业发展与建设的若干问题》《用手风琴演奏巴赫的古钢琴作品》等。